# Coelonia
Coelonia is een geslacht van vlinders uit de familie pijlstaarten (Sphingidae).

## Soorten
- Coelonia brevis Rothschild & Jordan, 1915
- Coelonia fulvinotata (Butler, 1875)
- Coelonia mauritii Butler, 1877
- Coelonia solani (Boisduval, 1833)